# Noisettes
Noisettes és un grup d'indie rock format l'any 2003 la baixista Shingai Shoniwa, el guitarrista Dan Smith, i el bateria Jamie Morrison. La seva cançó coneguda internacionalment és “Don't upset the Rhytm” més coneguda com a “Go Baby, Go Baby Go”. Les primeres notícies de la banda van ser bastant positives, ja que Entertainment Weekly col·loquen a la banda en la seva llista de novembre de 2005, ja que van posar a la banda com una de les “6 millors bandes d'Indie Britanic”.
What's The Time Mr. Wolf? és l'àlbum debut de Noisettes. Va ser llançat el 5 de febrer de 2007. L'àlbum va ser gravat en un període de dos anys. L'any 2009 van llençar al mercat el seu segon disc Wild Young Hearts El gener de 2009 la cançó Don't upset The Rhythm va aparèixer a l'anunci per al Mazda 2. La cançó va ser el segon single del seu segon àlbum Wild Young Hearts. L'àlbum va ser llançat el 20 abril de 2009.